# Antonina Leont'evna Zubkova
Antonina Leont’evna Zubkova (in russo Антонина Леонтьевна Зубкова?; Semion, 12 ottobre 1920 – Mosca, 13 novembre 1950) è stata una militare sovietica capitano e navigatore di squadriglia del 125º Reggimento bombardieri durante la seconda guerra mondiale, insignita del titolo di Eroe dell'Unione Sovietica.

## Biografia
Nacque il 12 ottobre 1920 da una famiglia russa nella città di Semion, nella RSFS Russa. Nel 1935 si trasferì a Korablino, dove conseguì il diploma nel 1938 e proseguì gli studi nella Facoltà di Meccanica e Matematica dell'Università Statale di Mosca, dove fu considerata una delle migliori studentesse.

## Seconda guerra mondiale

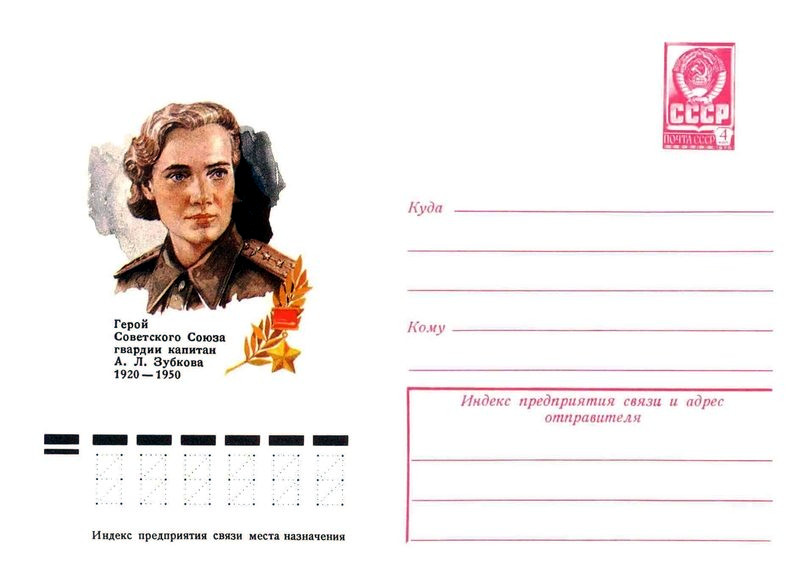
Busta da lettera del 1977 con Antonina Zubkova.

Durante il quarto anno di università, dovette interrompere gli studi a causa dell'invasione tedesca dell'Unione Sovietica. Dopo aver partecipato alla costruzione delle strutture difensive e aver partecipato ai turni di guardia notturni per la difesa aerea, venne a conoscenza che Marina Raskova stava reclutando donne nell'aviazione militare. Raskova incontrò Zubkova e pensò che sarebbe stata un'ottima navigatrice per i bombardieri grazie alle sue capacità matematiche, e fu accettata nel gruppo di aviazione femminile nell'ottobre 1941.
Durante l'addestramento alla scuola militare di aviazione Engels, rimase molto colpita dal suo primo volo di addestramento, dato che non era mai salita prima su un aereo. Dopo aver terminato l'addestramento nel febbraio 1942 fu nominata capo delle comunicazioni del 587º reggimento bombardieri, reggimento che arrivò sul fronte di guerra nel gennaio 1943 e che diventò il 125º reggimento bombardieri delle guardie. Alcuni mesi dopo, fu riconfermata come navigatore di volo.
Dopo aver effettuato le sue prime dodici sortite tra aprile e giugno 1943, fu insignita dell'Ordine della Stella Rossa. Il 26 maggio 1943, durante una missione in coppia con Nadezhda Fedutenko, il loro Petlyakov Pe-2 fu colpito sopra Krasnodar, ferendo gravemente la pilota Fedutenko alla nuca e lasciando che Zubkova facesse atterrare l'aereo.
Nel 1944 Zubkova fu promossa navigatore di squadriglia e a metà marzo 1945 fu nominata Eroe dell'Unione Sovietica per aver effettuato 56 sortite che avevano portato alla distruzione di tre depositi di munizioni, tre treni, dodici carri armati, cinquanta veicoli e cinque postazioni di mitragliatrici. Oltre a fornire assistenza alla navigazione e a bombardare gli obiettivi, la Zubkova scattò anche foto in alta qualità sia per mostrare i risultati dei bombardamenti per i rapporti e sia la ricognizione della posizione delle truppe nemiche; tali foto furono elogiate dai suoi superiori perché fornivano le informazioni utili sulle forze presenti sul terreno e per la prova del successo della missione.
Alla fine della guerra totalizzò 68 sortite.

## Nel dopoguerra
Dopo essere entrata nell'unità di riserva nel settembre 1945, tornò a studiare all'Università Statale di Mosca, completando gli studi nel 1948 prima di passare alla Scuola di Specializzazione dell'Istituto di ricerca di meccanica.
Sposò un navigatore di un altro reggimento dell'aviazione, Yevgeny Nedugov, e diede alla luce la figlia Yelena nel 1947. Si suicidò il 13 novembre 1950 e fu sepolta nel cimitero di Vagan'kovo a Mosca.